# میته
مَیته، روستایی است از توابع بخش کاکی شهرستان دشتی استان بوشهر ایران.

## جمعیت
این روستا در دهستان کبگان قرار دارد و بر اساس سرشماری سال ۱۳۹۵ آمار رسمی جمعیت آن (۲۲ خانوار) ۸۴ نفر می‌باشد.